# Olmedilla de Alarcón
Olmedilla de Alarcón – gmina w Hiszpanii, w prowincji Cuenca, w Kastylii-La Mancha, o powierzchni 38,31 km². W 2011 roku gmina liczyła 160 mieszkańców.